# Cestrus tenuiventris
Cestrus tenuiventris là một loài tò vò trong họ Ichneumonidae.